# Butters Stotch
 (septembre 2020).
- Si vous ne connaissez pas le sujet, laissez ce bandeau (vous pouvez alors contacter les auteurs).
- Si vous supprimez le contenu mis en cause (vous pouvez préalablement contacter les auteurs),

argumentez précisément cette suppression dans la page de discussion
(un manque de référence n'est pas un argument ; une recherche réelle de référence doit avoir été effectuée, être formellement documentée).
« Butters » redirige ici. Pour les autres significations, voir Butter et James Stewart Butters.
Leopold James Stotch, dit  Butters, est un personnage de la série télévisée d'animation South Park. Il est doublé par Matt Stone en VO, Christophe Lemoine pour la version française, et Hugolin Chevrette-Landesque dans la version québécoise.
Butters est un écolier de neuf ans qui habite à South Park dans le Colorado. Personnage de second plan pendant les premières années de la série, il est depuis devenu un des principaux personnages et a même eu un premier rôle dans plusieurs épisodes. C'est un enfant naïf, doux, innocent et gentil avec une vie familiale compliquée pour des raisons inconnues. Il se déguise parfois en Professeur Chaos, une parodie des Super-vilains des univers de bandes dessinées américaines. Son surnom est un jeu de mots avec butterscotch (une sorte de toffee).

## Physique
Comme les autres personnages de South Park, Butters a été créé dans un style d'animation primitif reposant sur des silhouettes en papier. Bien que la série soit réalisée sur ordinateur depuis le deuxième épisode, tous les personnages ont gardé ce style, caractérisé par des formes géométriques simples et des couleurs claires. Butters a une grosse touffe de cheveux blonds au sommet de la tête et porte une veste bleu clair et un pantalon vert.

## Personnalité
Butters est le plus doux, le plus innocent et le plus crédule des personnages de la série. À l'inverse de pratiquement tous les personnages, il jure rarement et utilise des euphémismes pour exprimer sa colère (« doux Jésus », « crotte de bique » ou « nom d'une crotte de nez » par exemple). Les rares fois où il a utilisé des gros mots (épisodes Rock chrétien (709), Les Comptines du singe batteur (313), L'Épisode de Butters (514), Imaginationland : Épisode 3 (1112), Y'en a dans le ventilo (502), Raisins (714), Poire à lavement et sandwich au caca (808), L'Enfer sur Terre 2006 (1110), La Bague (1301) et Danse avec les Schtroumpfs (1313) ou il traite Wendy de connasse) l'ont vraiment choqué. Il est très ouvert et attentionné, comme le confirme le jingle récurrent de l'épisode L'Épisode de Butters (514) : « Pour rendre service il est toujours le premier, p'tit bonhomme qui partage tout ce qu'il a, ce p'tit bonhomme c'est Butters », bien qu'il soit rare que ses camarades le lui rendent. Il joue aussi le personnage du « Professeur Chaos », son alter ego maléfique qui lui permet de faire tout ce qu'il ne pourrait pas faire en tant que Butters. Le professeur Chaos veut détruire la ville de South Park dans l'épisode éponyme (606), où il commet des bêtises ridicules et s'imagine causer des catastrophes, et dans Les Simpson l'ont déjà fait (607), où il imagine des plans plus ambitieux et devient de plus en plus frustré lorsqu'il apprend qu'ils ont déjà été mis en œuvre dans Les Simpson.
Butters est fils unique, et ses parents, Chris/Steven/Stephen Willis (selon les épisodes) et Linda Stotch, sont ridiculement autoritaires, méchants et stricts et ne semblent pas éprouver le moindre amour pour lui. De toute évidence, cela affecte énormément le jeune garçon et, lorsque ses parents ne sont pas là, il se reprend seul (« Pourquoi je fais des trucs comme ça ? Pourquoi j'arrive pas à bien me tenir ? »). Il est toujours en conflit avec son père et sa mère, qui le punissent souvent à tort, au contraire des autres enfants, très indisciplinés.
En dépit des nombreuses vannes, méchancetés et vilains tours qu'il reçoit de la part de tous les enfants de la ville dont il est la tête de turc principale, le plus souvent de la part de Cartman, ou des maltraitances que ses parents lui font endurer, Butters garde en général une attitude optimiste. Il a toutefois des accès de cruauté et des moments de dépression : ses crises les plus importantes se sont sans doute passées dans l'épisode Raisins (714), dans lequel il connaît sa première « rupture » avec une fille lorsqu'il s'aperçoit qu'elle est juste en train de l'utiliser, dans Couilles molles (1605) où, après avoir été la cible des maltraitances de sa grand-mère et être devenu malgré lui un symbole de la lutte contre le harcèlement scolaire, il tabasse en direct un présentateur télé trop insistant, et dans Le Hapa Loa de Butters (1611) où il explose de colère face à tous ses camarades et dont même les menaces de son père ou de sa mère n'arrivent pas à le faire reculer.
Le seul moment où il est vraiment cruel, sans être à couvert de sa double-personnalité du Professeur Chaos, est dans l'épisode Les Comptines du singe batteur (313), où il n'hésite pas à attacher le nouveau à deux reprises avec du ruban adhésif, puis où il avoue que s'il avait eu l'occasion, il aurait « cassé la gueule de Kyle » [sic].

## Histoire du personnage
Le personnage s'inspire d'Eric Stough, le directeur de l'animation de la série que Trey Parker et Matt Stone, les deux créateurs, jugent trop gentil à cause de sa volonté de n'offenser personne. Butters est présent depuis le début de la série, mais n'était initialement qu'un figurant au nom incertain. Il est nommé dans les scripts « Puf Puf » et « Swanson », Stan l'appellant par ce second nom au début de l'épisode Le Fœtus siamo-maxillaire (205). Butters a ensuite été renommé et ré-introduit dans Deux hommes nus dans un jacuzzi (308). Il est apparu dans divers épisodes de la saison 3 à 5, en tant qu'exclu social (Deux hommes nus dans un jacuzzi (308)), brute (Les Comptines du singe batteur (313)), et enfant subissant les maltraitances psychologiques de ses parents (Comment manger avec son cul (510)). C'est aussi celui qui s'occupe de Timmy dans le double épisode Les handicapés vont-ils en enfer ? (409) / Probablement ! (410).
À la fin de la cinquième saison, lassés par le personnage de Kenny et ses morts à répétition, les créateurs de South Park décidèrent de tuer le personnage une bonne fois pour toutes et de le remplacer au sein de la bande par Butters. Dans cette optique, ils écrivirent un épisode spécial consacré intégralement à celui-ci pour mieux le présenter aux spectateurs. Cet épisode, intitulé L'Épisode de Butters (514), le plonge dans une situation compliquée et horrible dans laquelle son père révèle sa bisexualité et sa mère essaie de tuer Butters.
En fait de remplacer Kenny, Butters a fait office de bizut au sein de la bande pendant exactement cinq épisodes, avant que les trois autres décident de le « renvoyer ». De dépit, dans l'histoire en deux épisodes Professeur Chaos (606) et Les Simpson l'ont déjà fait (607), il se crée un alter ego maléfique, le Professeur Chaos et cherche à semer la terreur, sans grand succès, ses plans diaboliques consistant à échanger des plats dans un restaurant, voler les craies de Mme Crockelpaf, laisser un jet d'eau ouvert pour inonder le monde, et utiliser un désodorisant pour détruire l'atmosphère de la planète. Butters est remplacé dans la bande par Tweek jusqu'à la fin de la saison et au retour soudain de Kenny, si Tweek est redevenu un personnage de second plan, Butters est resté un personnage important. Cartman en particulier se tourne régulièrement vers lui lorsque les trois autres refusent de se laisser embarquer dans ses histoires. Butters est la victime idéale pour Cartman, et dans les scènes de groupe il fournit également souvent les répliques comiques grâce à son énorme naïveté.
Dans l’épisode Le Hapa Loa de Butters (1611), Butters est anormalement agressif envers tous ses camarades, ne gardant de sympathie que pour Kenny, et défie même son père lorsqu'il menace de le punir plus sévèrement que d'habitude. Ce dernier révèle alors à son fils qu'il est né sur l’île hawaïenne de Kauai, et qu'il doit y retourner pour suivre un rite d'initiation afin d'évacuer sa colère, un rite qu'il parvient à accomplir grâce à l'aide de Kenny.
Dans l'épisode La Meilleure Gagneuse de Butters (1309), Butters est maltraité par Cartman et ses camarades car il n'a jamais embrassé de fille. Il est poussé par ses amis à payer pour embrasser une fille, puis se lance dans une entreprise de bisous qui devient vite un réseau de « prostitution » aux yeux de la police et Butters devient un « mac » qui tire son enseignement des plus grands macs de la ville. Lorsqu'il suggère avec insistance à des filles de sa classe de travailler pour lui, ses amis sont choqués, et Cartman le qualifie même de « monstre » (« on a créé un MONSTRE »). Il arrête son affaire et la confie à ses gagneuses lorsqu'il voit un des maquereaux qui l'avaient conseillé déclarer sa flamme à sa meilleure gagneuse (l'inspecteur Yates alors en couverture dans un réseau de prostitution).
S'il a occasionnellement repris ses habits de méchant au cours de la série, dans l'épisode Le Prequel du Coon et sa bande (2104), Butters reprend l'identité du Professeur Chaos avec un plan réellement diabolique : détruire la réputation des héros éponymes afin de nuire à leur projet de franchise multimédia à travers une société qui répand des fausses informations à leur sujet sur Facebook, se payant même la protection de Mark Zuckerberg qui sème la terreur dans tout South Park. Lorsque son plan échoue grâce à une ruse habile des superhéros qui parviennent à piéger le patron de Facebook et l'obligent à fermer son site, ces mêmes héros arrivent dans la base de Butters avec son père qui vient le punir lui et... Vladimir Poutine, dont les réseaux d'influence sont accusés d'avoir contribué à l'élection de Donald Trump par la propagation de fausses informations.